# فرانسيس سيلفا
فرانسيس سيلفا (بالإنجليزية: Frances Silva) (11 نوفمبر 1992 بفنزويلا - ) هي لاعبة كرة قدم أمريكية في مركز الهجوم. شاركت مع منتخب الولايات المتحدة تحت 23 سنة للسيدات لكرة القدم ‏. أما مع النوادي، فقد لعبت مع نادي كانساس سيتي.

## وصلات خارجية
- فرانسيس سيلفا على موقع قاعدة بيانات كرة القدم.إي يو (الإنجليزية)
- فرانسيس سيلفا على موقع Soccerway.com (الإنجليزية)